# Женщины в любви
«Женщины в любви» (порт. Mulheres Apaixonadas) — телесериал телекомпании «TV Globo» по сценарию бразильского сценариста Маноэла Карлоса. Отличающая особенность сериала — множество разнообразных любовных историй, излагающихся параллельно, в контексте современной истории. В Бразилии сериал транслировался с февраля по октябрь 2003 года, всего было показано 203 серии. В России эту теленовеллу показал Первый канал в международной, 170-серийной версии.

## Сюжет
Сериал повествует об Элене, которая через 15 лет после замужества с музыкантом Теофилу (Тео) начала задаваться вопросом: а был ли так счастлив их брак? У них есть сын Лукас. Элена работает директором школы Рибейру Алвис (ERA — Escola Ribeiro Alves), которая принадлежит её мужу и его сестре — Лорене. Сёстры Элены — Илда и Элоиза тоже замужем и любят своих мужей, каждая по-своему. Все три сестры — большие подруги, и Элена частенько делится с ними своими тревогами и сомнениям насчёт своего будущего и своего счастья. Тео  — саксофонист одной джазовой группы. Глава группы — его давняя подруга Перола. Несколько лет назад у Перолы и Тео появилась дочь Лусиана. Новая встреча Элены со своим прошлым любимым — Сезаром — заставила её сердце биться сильней, чувство, которое она не испытывала уже столько лет. Начиная с этого момента, она и началась подвергать вопросу свой выбор.

## Темы, затрагиваемые в теленовелле
Болезни
- Рак молочной железы (Илда).
- Алкоголизм (Сантана).

Любовные отношения
- Любовный треугольник (Эдвижес, Клаудиу и Грасинья), (Элена, Сезар и Теу), (Лусиана, Диогу и Марина), (Сержиу, Элоиза и Видинья).
- Невозможная любовь — вызывающая споры любовь девушки Эстелы (Лавиния Власак) к священнику, падре Педру (Никола Сири).
- Любовь близких людей (кузены Диогу и Лусиана).
- Измена и предательство (Тео и Фернанда к Элене), (Элена и Сезар к Лусиане), (Лусиана и Сезар к Лауре), (Лусиана и Диогу к Марине), (Марина и Эшпедиту к Лорене), (Грасинья и Клаудиу к Эдвижес), (Видинья и Сержиу к Элоизе).
- Любовь людей с большой разницей в возрасте (Лорена и Эшпедиту).
- Отношения между учеником и преподавателем (Фред и Ракел).
- Гомосексуальность (Клара и Рафаэла).

Чувства и негативные поступки
- Нонконформизм (Паулинья).
- Собственническая ревность (Элоиза к Сержио), (Марина к Диогу).
- Домашнее насилие (Маркус, нападающий на свою жену Ракел).
- Физическая агрессия (Карлау и Дорис), (Клара и Паулинья), (Маркус и Дорис — в заключительных сериях).
- Смерть от пули (Тео и Фернанда становятся жертвами шальной пули при перестрелке на улицах Леблона).
- Безоружность — в серии от 15 сентября была показана демонстрация бразильского «Движения Без Оружия».
- Предубеждения — Паулинья, мать Клары и другие студенты против отношений Клары и Рафаэлы
- Переживание ранней смерти матери (Родригу и Марсинья)
- Насилие по отношению к старшим (Дорис против Флоры и Леополду).
- Проблемы отцов и детей (ненависть к отцу — Родригу, презрение к родителям — Паулинья)
- Проституция (Дорис).

Сексуальные проблемы
- Ранняя беременность (Грасинья).
- Отвращение к девственности (Карлиньос).

## В ролях
- Кристиане Торлони — Элена Мораес Рибейру Алвес
- Жозе Майер  — Сезар Андраде де Мелу
- Тони Рамос — Тео (Теофилу Рибейру Алвес)
- Родригу Санторо — Диогу Рибейру Алвес Ногейра
- Камила Питанга — Лусиана Родригес Рибейру Алвес
- Марселу Антони — Сержиу Васконселос
- Палома Дуарте — Марина Ферейра Лобо
- Каролина Дикманн — Эдвижес
- Ванесса Жербелли — Фернанда Машаду
- Каролина Кастинг — Лаура Медейрус
- Дэн Стулбах — Маркус
- Элена Раналди — Ракел Мартинс
- Наталия Ду Вале — Силвия
- Лавиния Власак — Эстела де Азеведу Франку
- Джулия Гам — Элоиза Мораес Васконселус
- Вера Ольц — Сантана Гуржел
- Эрик Мармо — Клаудиу Моретти
- Мария Падилья — Илда Мораес Сампаю Вианна
- Клаудио Марзу — Рафаэл Ногейра
- Бруна Маркезини — Салети Машаду
- Режиане Алвес — Дорис де Соуза Дуарте
- Леонарду Миджиорин — Родригу Андраде де Мелу
- Марли Буэно — Марта Моретти
- Жулия Алмейда — Видинья (Вида Рибейру Алвес Ногейра)
- Вальдереш де Барруш — Алзира
- Педру Фуртаду — Фред (Фредерику)
- Рафаэл Каломени — Эшпедиту Батиста
- Никола Сири — Падре Педру
- Алинне Мораес — Клара
- Даниел Зеттел — Карлиньос (Карлус де Соуза Дуарте Мл.)
- Эдуардо Лаго — Леандру Сампаю Вианна
- Соня Гедес — Матилди
- Кармен Силва — Флора
- Освалду Лоузада — Леополду
- Маркус Карузо — Карлау
- Режина Брага — Ана Батиста
- Питти Вебо — Марсинья (Марсия Андраде де Мелу)
- Умберту Маньяни — Аржемиру Батиста
- Ана Роберта Гуальда — Паулинья (Паула Арруда)
- Карол Кастро — Грасинья
- Шуша Лопес — Лейла
- Паулу Фигейреду — Афраниу Ферейра Лобо
- Рената Питанга — Ширли
- Гильермина Гинли — Розинья
- Игор Котрим — Ромеу (возлюбленный Дорис)
- Элиза Лусинда — Перола (Рита де Кассия Родригес)
- Марта Меллингер — Ирени Дуарте
- Виктор Кугула — Лукас Рибейру Алвес
- Присцила Диас — Сония
- Серафим Гонсалес — Онофре Моретти
- Мануэлита Лустоза — Инес
- Зе Карлус Машаду — Марселу
- Роберта Родригес — Зилда
- Крис Бонна — Изабел Андраде де Мелу
- Арлете Эрингер — Ивона (прислуга Ракел)
- и Сузана Виейра  в роли Лорены

## Дубляж на русский язык
На русский язык роли озвучивали Елена Бушуева-Цеханская, Наталья Казначеева, Владимир Антоник и Рудольф Панков.